# (550) Senta
(550) Senta es un asteroide perteneciente al cinturón de asteroides descubierto el 16 de noviembre de 1904 por Maximilian Franz Wolf desde el observatorio de Heidelberg-Königstuhl, Alemania.
Está posiblemente nombrado por Senta, un personaje de la ópera El holandés errante del compositor alemán Richard Wagner (1813-1883).